# Shadi Abu Haszhasz
Shadi Abu Haszhasz (ur. 20 stycznia 1981 w Ammanie) – jordański piłkarz, grający na pozycji obrońcy lub pomocnika.

## Kariera klubowa
Shadi Abu Haszhasz w latach 2005-2010 był zawodnikiem Shabab Al-Ordon Club. Z Shabab Al Ordon zdobył mistrzostwo Jordanii w 2006, dwukrotnie Puchar Jordanii w 2006 i 2007 oraz Superpuchar Jordanii w 2007. W sezonie 2010/2011 był zawodnikiem saudyjskiego Al-Taawoun FC. W latach 2011–2013 grał w Al-Fateh, z którym wywalczył mistrzostwo Arabii Saudyjskiej w sezonie 2012/2013. W latach 2013–2015 ponownie grał w Al-Taawoun.

## Kariera reprezentacyjna
W reprezentacji Jordanii Haszhasz zadebiutował 2 września 2006 roku w wygranym 2:0 towarzyskim meczu z Bahrajnem. W 2011 został powołany na Puchar Azji. W reprezentacji rozegrał 49 spotkań.